# Cyclops Records
Cyclops Records was een Brits platenlabel. Het is gevestigd in Tolworth in Surrey. Het logo van het label ziet eruit als een Pac-Man in een oog van een cycloop.

## Geschiedenis
Het label werd opgericht in 1994. De oprichters vonden dat de progressieve rockbands uit de omgeving een betere kans moesten hebben. De progressieve rock bevond zich toen in een penibele situatie. De hang naar de oude successen van Genenis, Pink Floyd, Yes en Moody Blues was groot en nieuwe muziekgroepen kwamen, behalve Marillion en enkele anderen moeilijk van de grond.
Men was van plan het eerst tot Engeland zelf te houden, maar al snel bleek dat onhoudbaar. Bladen als het toenmalige Syminfo zorgden er mede voor, dat ook Nederlandse fans het label snel ontdekten. Een situatie, die vergelijkbaar is met die van Musea Records in Frankrijk. Cyclops brengt in tegenstelling tot Musea alleen nieuwe muziek uit. Een tijd lang was Cyclops voor 100 % gekoppeld aan Cd-verzendhuis GFT Records, doch dat verband is inmiddels losser geworden; het was zelfs enige tijd geheel van elkaar gescheiden.
De oplagen van de meeste albums uit de beginperiode waren dermate klein, dat de compact discs al snel uitverkocht waren.
De bands die het bekendst zijn, zijn Flamborough Head, Mostly Autumn, Parallel or 90 Degrees, Trion, Karda Estra en The Pineapple Thief.
Na 2013 bracht het geen nieuw werk meer uit.

## Besproken albums

### Reguliere uitgaven
- Cyclops  36: Cross: Gaze
- Cyclops  59: Citizen Cain: Raising the stones
- Cyclops  60: Parallel or 90 Degrees: Afterlifecycle
- Cyclops  74: Parallel or 90 Degrees: The Time Capsule
- Cyclops  78: Guy Manning: Tall Stories for Small Children
- Cyclops  80: Mostly Autumn: For All We Shared...
- Cyclops  82: Mostly Autumn: The Spirit of Autumn Past
- Cyclops  86: Parallel or 90 Degrees: No More Travelling Chess
- Cyclops  88: Manning: The Cure
- Cyclops  92: Parallel or 90 Degrees: Unbranded
- Cyclops  94: Odyssice: Impression
- Cyclops 100: Mostly Autumn: The Last Bright Light
- Cyclops 101: Mostly Autumn: Prints in the Stone (single)
- Cyclops 103: Henry Fool: Henry Fool
- Cyclops 105: Manning: Cascade
- Cyclops 114: Parallel of 90 Degrees: More Exotic Ways to Die
- Cyclops 161: Trion: Pilgrim
- Cyclops 163: Karda Estra: The Last of the Libertine
- Cyclops 164: The Pineapple Thief: What We Have Sown
- Cyclops 165: Flaborough Head : Live in Budapest
- Cyclops 166: Sensitive to Light: From the Ancient World
- Cyclops 170: Flamborough Head: Looking for John Maddock
- Cyclops 171: Karda Estra: Weird Tales

### Speciale edities
- Cyclops nr. 4: Parallel or 90 Degrees: The Corner of My Room
- Cyclops nr. 6: Wakeman with Wakeman: Wakeman with Wakeman: The Official Bootleg